# Aguilar del Alfambra
Aguilar del Alfambra è un comune spagnolo di 63 abitanti situato nella comunità autonoma dell'Aragona.